# Nordbahnhof (S-Bahn)
Nordbahnhof (Noordstation) is een station van de S-Bahn van Berlijn. Het station maakt deel uit van de noord-zuidtunnel van het S-Bahnnet en werd geopend op 27 juli 1936, onder de naam Stettiner Bahnhof. Het S-Bahnstation ligt onder een nog deels braakliggend gebied nabij de Invalidenstraße in het noorden van Mitte. Tot 1952 was hier het Stettiner Bahnhof, een van de grootste kopstations van Berlijn. Na sluiting in 1952, werd het betreffende station tussen 1955 en 1962 gesloopt. Het S-Bahnstation bleef in gebruik.
Tussen 1961 en 1989 lag het S-Bahnstation vlak achter de Muur in Oost-Berlijn; West-Berlijnse treinen passeerden het Nordbahnhof in deze periode zonder te stoppen. 
In de stationshal bevindt zich een permanente expositie over spookstations.
Bovengronds kan worden overgestapt op trams van de BVG.